# 한국석유관리원
한국석유관리원(韓國石油管理院, Korea Petroleum Quality & Distribution Authority)은 석유 및 석유대체연료의 품질ㆍ유통관리, 연구개발, 시험조사 등과 그 밖의 다른 법률에서 위탁 또는 지정받은 사업을 효율적으로 추진하여 석유산업의 건전한 발전과 사회일반의 이익에 기여코자 석유 및 석유대체연료 사업법 제25조의2에 의거 1983년 11월 설립된 지식경제부 산하 위탁집행형 준정부기관이다. 경기도 성남시 분당구 안양판교로 1207에 위치하고 있다.

## 연혁
- 1983년 11월 15일: 법인 설립 등기

## 조직

### 이사장
- 비서팀
- 감사
  - 감사실
  - 감사팀

#### 경영이사
- 경영기획처
  - 경영기획팀
  - 경영전략팀
  - 성과관리팀
  - 정보보안팀
- 경영관리처
  - 경영지원팀
  - 인사관리팀
  - 회계관리팀

#### 사업이사
- 사업관리처
  - 검사총괄팀
  - 시험총괄팀
  - 고객지원팀
- 수급정보처
  - 수급정보팀
  - 환급심사팀
  - 특수검사팀
- 석유기술연구소
- 종합시험센터
  - 석유에너지팀
  - 석유대체연료팀
  - 성능연구팀

### 지역본부
- 수도권 남부본부
  - 검사1팀
  - 검사2팀
  - 시험분석팀
- 수도권 북부본부
  - 검사1팀
  - 검사2팀
  - 시험분석팀
- 대전충남 본부
  - 검사1팀
  - 검사2팀
  - 시험분석팀
- 충북본부
  - 검사팀
  - 시험분석팀
  - 호남본부
  - 검사1팀
  - 검사2팀
- 전북본부
  - 검사팀
  - 시험분석팀
- 영남본부
  - 검사1팀
  - 검사2팀
  - 시험분석팀
- 대구경북 본부
  - 검사1팀
  - 검사2팀
  - 시험분석팀
- 강원본부
  - 검사팀
  - 시험분석팀
- 제주본부

## 사건·사고 및 논란

### 직원 20여억원 횡령
2011년 10월 3일 수원지방검찰청 성남지청은 한국석유관리원 직원 a씨를 정유회사가 한국석유관리원에 품질검사를 의뢰하고 내는 검사비의 수수료를 가로채는 수법으로 최근 5년여 동안 20여 억원을 챙긴 혐의(특정경제범죄가중처벌법상 횡령)로 구속하였다.